# Rotunda (pismo)

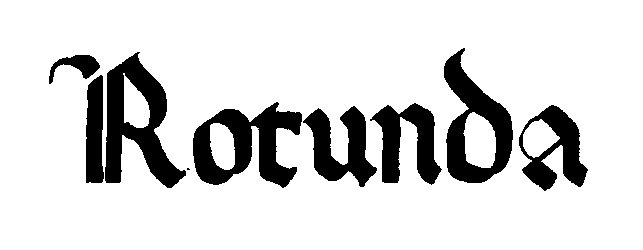
Kaligraficznie zapisane słowo „Rotunda” przy użyciu włoskiego fontu o tej samej nazwie.

Rotunda (łac. rotundus) – rodzaj średniowiecznego pisma gotyckiego, mającego źródła w minuskule karolińskiej. Niekiedy bywa traktowana jako osobny rodzaj pisma, nie jako pismo gotyckie. 
Główną cechą charakterystyczną, odróżniającą rotundę od innych pism gotyckich, są zaokrąglone formy i powolny zanik typowych „łamanych kresek” (ciągle obecne np. w literze „d”). Rotunda nie ma także bardzo wyraźnej pionowej osi (jaka występuje m.in. w teksturze). Litery są szerokie i okrągłe, nie mają na końcach kresek włoskowatych nasadek. 
Pismo kształtowało się we Włoszech i Hiszpanii od początków XIII wieku. Rotunda, nazywana Rundgotisch w Niemczech, była w okresie rozwoju druku bardziej popularna w południowej Europie. Północna część kontynentu była z kolei zdominowana przez bastardę i frakturę. Rotundę stosowano jeszcze w XVII wieku do graduałów i antyfonarzy. W drukarstwie była stosowana również do powielania akcydensów.